# Майкопская ГЭС
Майко́пская гидроэлектроста́нция — ГЭС на реке Белой в Адыгее, в Майкопе. Входит в Белореченский каскад ГЭС.

## Общие сведения
Майкопская ГЭС введена в эксплуатацию в декабре 1950 года. ГЭС построена по деривационной схеме.
Состав сооружений ГЭС:
- насыпная земляная плотина высотой 16 м;
- холостой водосброс;
- водозаборное сооружение;
- трёхкамерный отстойник;
- деривационный канал длиной 1,3 км;
- напорный бассейн;
- шугосброс;
- напорный узел;
- напорные водоводы длиной 53 м;
- здание ГЭС;
- отводящий канал.

Мощность ГЭС — 9,4 МВт, среднегодовая выработка — 48,4 млн кВт·ч. В здании ГЭС установлено 4 гидроагрегата с радиально-осевыми турбинами, работающих при расчётном напоре 21,5 м: 2 гидроагрегата (станционные номера 3 и 4) мощностью по 2,7 МВт с турбинами PO-123-ВБ-150 производства Уральского завода гидромашин (ныне ОАО «Уралэлектротяжмаш — Уралгидромаш») и генераторами ВГС-325/54-28 и ВГС-325/64-24 (производства завода «Уралэлектроаппарат»), 2 гидроагрегата (станционные номера 1 и 2) мощностью по 2 МВт производства американской фирмы Leffel с генераторами ELLIOT 94N01. Выдача электроэнергии производится через открытое распределительное устройство напряжением 35/110 кВ через силовые трансформаторы ТМТГ-7500/110/35/6 и ТМ-7500/35/6.
Оборудование ГЭС требует замены и модернизации, в частности, в 1983 году были заменены рабочие колёса на гидроагрегатах № 1 и 2. Согласно инвестиционной программе «ТГК-8», в 2009—2010 годах два гидроагрегата планировалось заменить на новые, мощностью по 3,5 МВт, но эти планы не были осуществлены.

## Экономическое значение

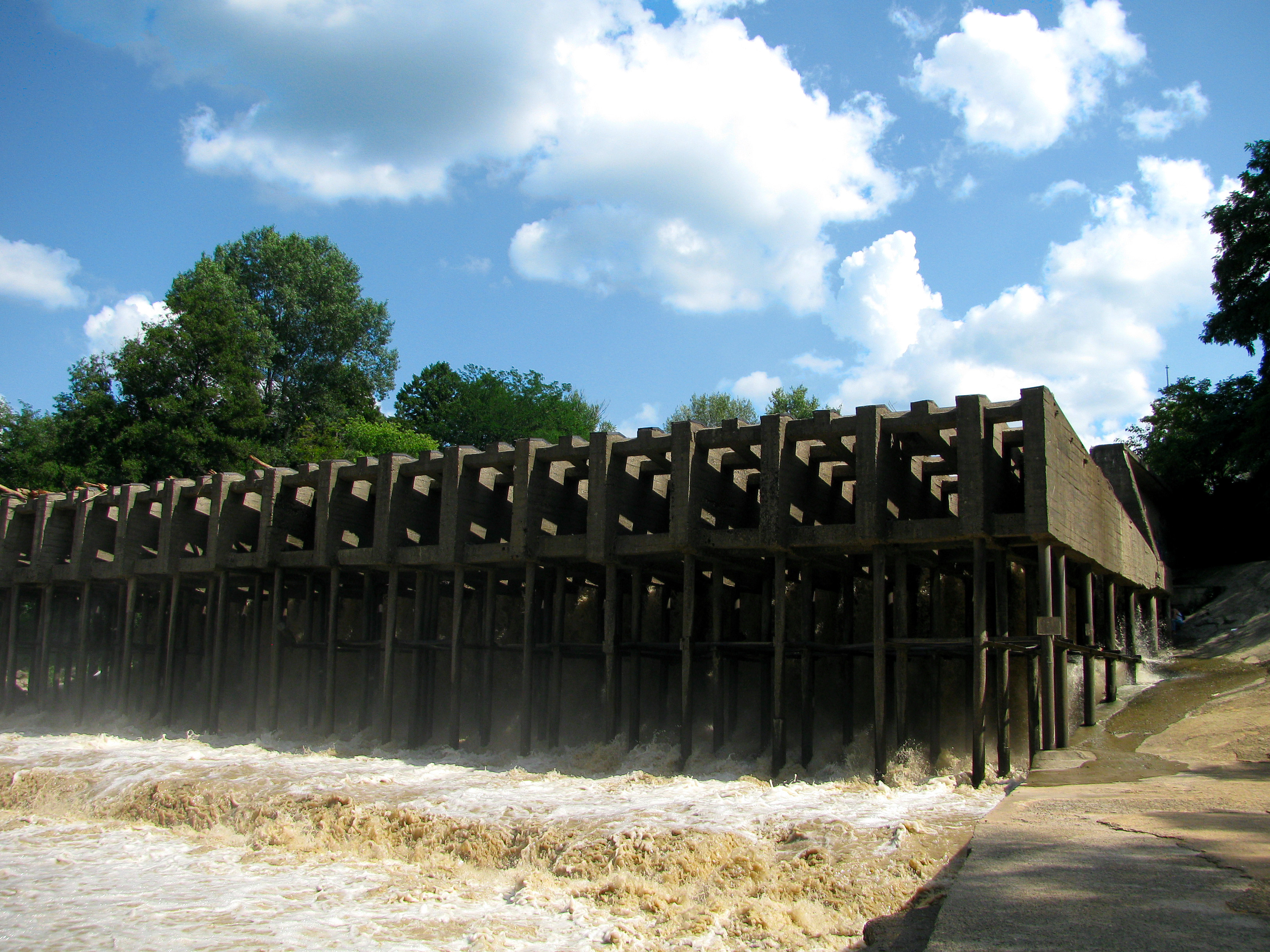
Консольный водосброс

Майкопская ГЭС является самой крупной электростанцией Адыгеи. Она сыграла большую роль в развитии промышленного производства региона в 1950—1960-х годах.
В настоящее время работает в пиковой части графика нагрузок, также являясь резервным источником энергоснабжения Майкопа.
Майкопская ГЭС входит в состав ООО «Лукойл-Экоэнерго».

### Природоохранные мероприятия
В 2007 году на природоохранные мероприятия было потрачено свыше 780 тыс. руб.
С целью улучшения экологической обстановки в водоохранной зоне правого берега реки Белой и исключения подтоплений было произведено наращивание стенки подводящего канала Майкопской ГЭС.
Стоимость работ составила 230 тыс. руб.
Для защиты территории Майкопской ГЭС было выполнено строительство струенаправляющей шпоры.
Это устройство, предохраняющее ГЭС от размыва обошлось в 550 000 рублей.